# Одинець Андрій
Андрі́й Одине́ць — полковник Черкаський у 1659—1660 роках.

## З життєпису
Походив з київського шляхетського роду Одинців. Був серед тих, хто підтримав обрання Юрія Хмельницького гетьманом 11 вересня 1659 року.
У грудні 1659 року очолив козацьке посольство в Москву, що представило цареві проєкт нової міждержавної угоди.
Восени 1660 року московський посол Сухотін доносив цареві, що з Юрієм Хмельницьким від Москви відійшли полковники — Чигиринський Петро Дорошенко, Черкаський Андрій Одинець, Канівський Степан Трощено, Уманський Михайло Ханенко, Корсунський Яків Клеченко, Білоцерківський — Данило ?, Брацлавський — Іван Богун, Михайло Зеленський — Подністрянський, Іван Гоголь — Могилевський.